# 箕面市立萱野北小学校
箕面市立萱野北小学校（みのおしりつ かやのきた しょうがっこう）は、大阪府箕面市にある公立小学校。学校の北には山林が広がる。
1983年に箕面市立萱野小学校から分離開校した。

## 沿革
- 1983年4月1日 - 箕面市立萱野北小学校として、現在地に開校。
- 1983年4月21日 - 開校記念式典を実施。この日を創立記念日とする。
- 1986年9月2日 - 校内に学童保育を開設。
- 2002年5月 - 農業体験学習推進校に指定される（2003年度までの2年間）。
- 2004年 - 大阪府教育委員会より「わが町の誇れる学校づくり推進事業」実施校に指定される（箕面二中校区として指定、2005年度までの2年間）。

## 通学区域
- 箕面市如意谷全域。

卒業生は箕面市立第二中学校に進学する。

## 交通
- 阪急バス 、オレンジゆずるバス「萱野北小学校前」バス停よりすぐ。
- 阪急バス「如意谷」「坊島」バス停より北へ約500m。
- 阪急箕面線 箕面駅 北東へ約1.9km。
- 北大阪急行 箕面萱野駅 北へ約1.2km。